# Sogranha
Sogranha (en francès Sougraigne) és una vila de la regió d'Occitània, al departament de l'Aude, districte de Limós, cantó de Coisan, de menys de 60 habitants a uns 400 metres d'altitud. El seu terme té prop de 2.000 hectàrees. Són famoses la Font de la plaça i l'església dedicada a Sant Esteve; a la rodalia i ha antigues mines especialment al lloc de Serbaïrou, un parell de fonts (la font salada, i la de l'amor) i el lloc conegut com a Forat de la Reille (Trou de la Reille).
Anomenada antigament Sogrania, Sogragna, Sougranes i altres variants. Fou domini de l'abat i després bisbe d'Alet.